# Quintinita
La quintinita és un mineral de la classe dels carbonats, que pertany i dona nom al grup de la quintinita. Va ser anomenada d'aquesta manera l'any 1997 per George Y. Chao i Robert A. Gault en honor de Quintin Wight (1935), d'Ottawa (Canadà), contribuent important als estudis de minerals al Mont Saint-Hilaire, i autor de The Complete Book of Micromounting (1993).

## Característiques
La quintinita és un carbonat de fórmula química Mg₄Al₂(OH)₁₂[CO₃]·3H₂O. Cristal·litza en el sistema hexagonal. La seva duresa a l'escala de Mohs és 2. Va ser trobada en forma dels politips 2H i 3T. Tots dos politips van ser aprovats originalment com a espècie separada (IMA1992-028 i IMA1992-029, respectivament), però l'Associació Mineralògica Internacional ja no es considera els politips com a espècies separades des de l'any 1998.
Segons la classificació de Nickel-Strunz, la quintinita pertany a «05.DA: Carbonats amb anions addicionals, amb H₂O, amb cations de mida mitjana» juntament amb els següents minerals: dypingita, giorgiosita, hidromagnesita, widgiemoolthalita, artinita, indigirita, clorartinita, otwayita, zaratita, kambaldaïta, cal·laghanita, claraïta, hidroscarbroïta, scarbroïta, caresita, charmarita, stichtita-2H, brugnatel·lita, clormagaluminita, hidrotalcita-2H, piroaurita-2H, zaccagnaïta, comblainita, desautelsita, hidrotalcita, piroaurita, reevesita, stichtita i takovita.

## Grup de la quintinita
El grup de la quintinita pertany al supergrup de la hidrotalcita. El grup de la quintinita està integrat per sis espècies minerals.
| Espècie          | Fórmula                  |
| ---------------- | ------------------------ |
| Caresita         | Fe2+₄Al₂(OH)₁₂[CO₃]·3H₂O |
| Charmarita       | Mn2+₄Al₂(OH)₁₂[CO₃]·3H₂O |
| Clormagaluminita | Mg₄Al₂(OH)₁₂Cl₂·3H₂O     |
| Comblainita      | Ni₄Co₂(OH)₁₂[CO₃]·3H₂O   |
| Quintinita       | Mg₄Al₂(OH)₁₂[CO₃]·3H₂O   |
| Zaccagnaïta      | Zn₄Al₂(OH)₁₂[CO₃]·3H₂O   |